# Belkis Martínez
Belkis Martínez es una deportista cubana que compitió en piragüismo en la modalidad de aguas tranquilas. Ganó una medalla de bronce en los Juegos Panamericanos de 1987 en la prueba de K4 500 m.

## Palmarés internacional
| Juegos Panamericanos | Juegos Panamericanos          | Juegos Panamericanos | Juegos Panamericanos |
| Año                  | Lugar                         | Medalla              | Competición          |
| -------------------- | ----------------------------- | -------------------- | -------------------- |
| 1987                 | Indianápolis (Estados Unidos) | Medalla de bronce    | K4 500 m             |